# Erzbistum Taipeh
Das Erzbistum Taipeh (lateinisch Archidioecesis Taipehensis) ist ein in Taiwan gelegenes Bistum der römisch-katholischen Kirche mit Sitz in Taipeh. Es umfasst den nordöstlichen Teil von Taiwan mit den Städten Taipeh, Neu-Taipeh und Keelung sowie dem Landkreis Yilan.

## Geschichte
Papst Pius XII. gründete die Apostolische Präfektur Taipeh mit der Apostolischen Konstitution Quo in Insula  am 30. Dezember 1949 aus Gebietsabtretungen des Apostolischen Vikariats Insel Formosa.
Am 7. August 1952 verlor sie einen Teil an die Apostolische Präfektur Hwalien und am selben Tag wurde sie mit der Apostolischen Konstitution Gravia illa Christi, einem päpstlichen Erlass, zum Metropolitanerzbistum erhoben.
Einen weiteren Teil seines Territoriums verlor sie am 21. März 1961 an das Bistum Hsinchu.

## Weblinks

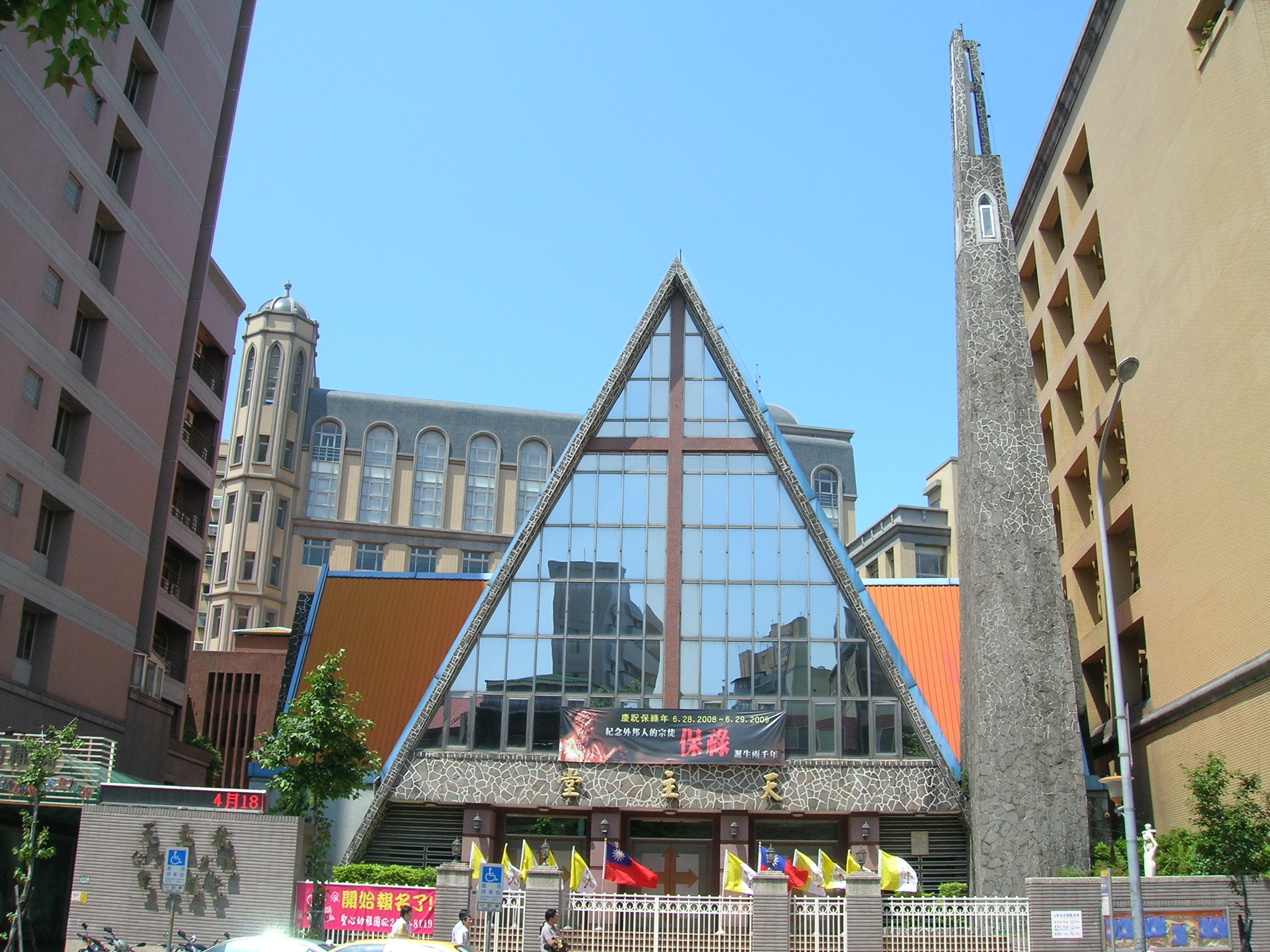
Römisch-katholische Kathedrale in Taipeh

## Ordinarien

### Apostolischer Präfekt von Taipeh
- Joseph Kuo Joshih (1950–1952)

### Erzbischöfe von Taipeh
- Joseph Kuo Joshih (1952–1959)
- Stanislaus Lo Kuang (1966–1978)
- Matthew Kia Yen-wen (1978–1989)
- Joseph Ti-kang (1989–2004)
- Joseph Cheng Tsai-fa (2004–2007)
- John Hung SVD (2007–2020)
- Thomas Chung An-zu (seit 2020)